# Hendrik Brouwer

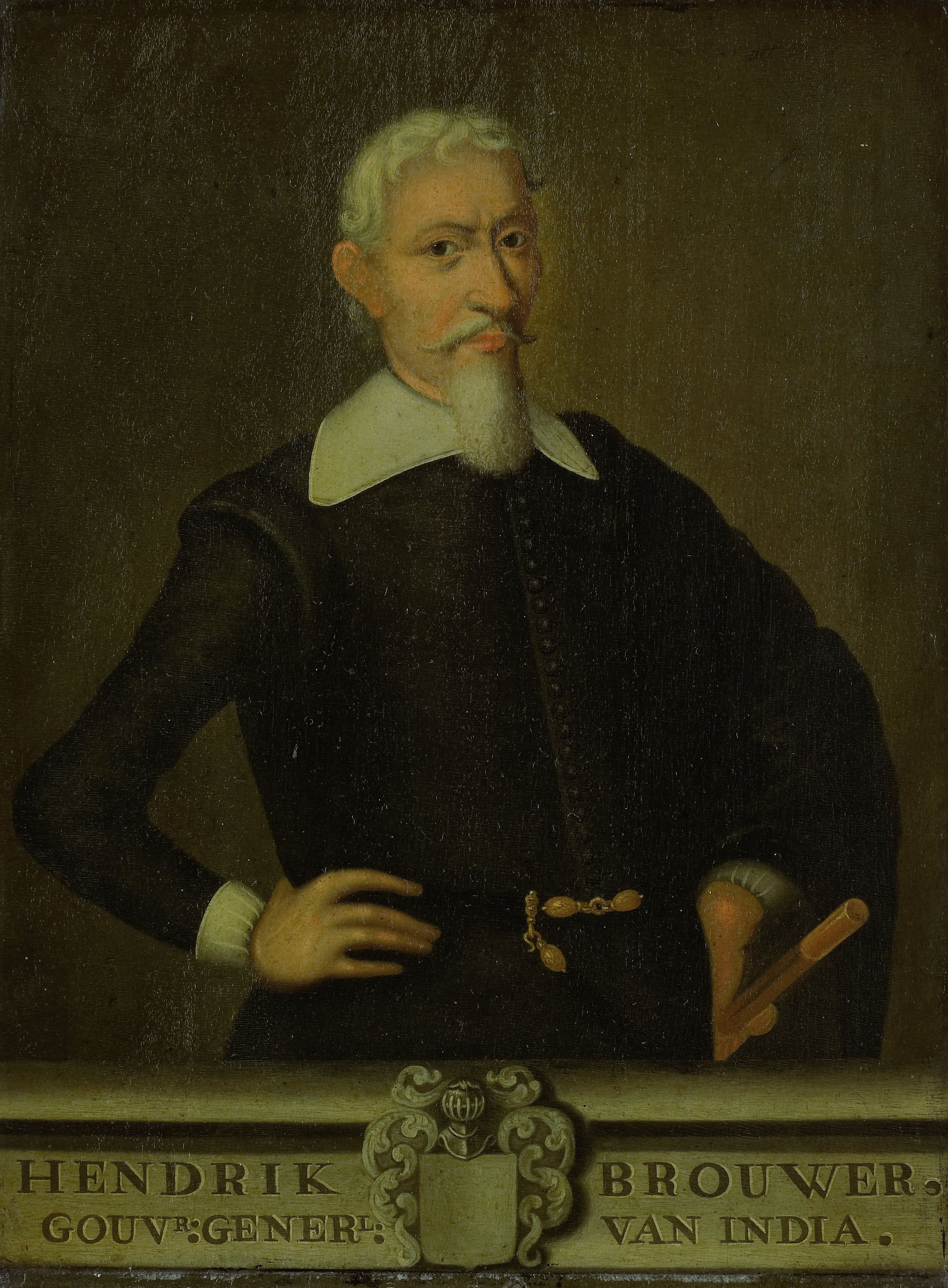
Hendrik Brouwer

Hendrik Brouwer (1581 - 7 de agosto de 1643) foi um navegador e explorador neerlandês.
Entre 1632 e 1636 foi governador-geral das Índias Orientais Neerlandesas.
Da sua juventude pouco se sabe. É provável que tenha visitado Espanha e Portugal ao serviço de um comerciante de Amesterdão.
Em 1611 Brouwer descobriu a rota de Brouwer, itinerário marítimo que liga o sul da África a Java e diminui consideravelmente o tempo de viagem, aproveitando a força dos ventos na faixa de latitude conhecida como Quarentas Rugidores.
Em 1643 zarpou para o Chile, para combater o Império Espanhol e procurar ouro. Aí morreu de doença.